# Métropole lémanique
La Métropole lémanique est un programme de collaboration des cantons de Vaud et de Genève lancé en novembre 2011,,.